# Scion xA
O xA é um modelo subcompacto da Scion.